# Klaus-Peter Schulze
Klaus-Peter Schulze (nascido em 3 de julho de 1954) é um político alemão. Nasceu em Döbern, Brandenburg, e representa a CDU. Klaus-Peter Schulze é membro do Bundestag do estado de Brandenburg desde 2013.

## Vida
Ele tornou-se membro do bundestag após as eleições federais alemãs de 2013. É membro da Comissão de Turismo e da Comissão de Ambiente, Conservação da Natureza e Segurança Nuclear.